# Terminalia superba
Terminalia superba (Engl. & Diels, 1900), comunemente nota come fraké, è una pianta appartenente alla famiglia delle Combretaceae, diffusa nell'Africa tropicale occidentale.

## Distribuzione e habitat
È comune in tutte le foreste umide africane, dalla Guinea all'Angola.

## Usi
Viene utilizzato soprattutto per realizzare mobili e parquet a basso costo. Il suo sfruttamento è ritenuto ecologicamente distruttivo nei confronti delle foreste equatoriali e non è quindi certificato dall'FSC.
Il legno viene usato nella produzione del corpo della Gibson Flying V per la sua capacità di restare molto elastico persino col notevole tiraggio delle 6 corde dello strumento conferendo un caratteristico sustain molto lungo.